# تپه اسپی کلنگانه
تپه اسپی کلنگانه مربوط به دوره اشکانیان - دوره سلجوقیان است و در شهرستان دورود، بخش سیلاخور، دهستان سیلاخور، ۱/۵ کیلومتری شمال غرب روستای کلنگانه واقع شده و این اثر در تاریخ ۱۳ آبان ۱۳۸۶ با شمارهٔ ثبت ۱۹۸۰۴ به‌عنوان یکی از آثار ملی ایران به ثبت رسیده است.